# 투언티엔 (후 레 왕조)
투언티엔(베트남어: Thuận Thiên / 順天 순천/ 1428년 4월 ~ 1433년)은 베트남 후 레 왕조(後黎朝) 태조(太祖) 레러이(黎利)의 연호이다.

## 개원
- 후 쩐 왕조(後陳朝) 티엔카인(天慶) 3년 4월 15일[1](율리우스력 1428년 4월 29일)에 후 레 왕조 개창 후, 연호를 투언티엔(順天)으로 건원함.[2][3]

- 투언티엔(順天) 6년 9월 8일[4](율리우스력 1433년 10월 20일)에 연호를 티에우빈(紹平)으로 정하고, 다음 해 1월 1일[5](율리우스력 1434년 2월 9일)에 개원함.[2][3]

## 연대 대조표
| 투언티엔 | 서기(西紀) | 간지(干支) | 명나라 연호    |
| 원년     | 1428년     | 무신(戊申) | 선덕(宣德) 3년 |
| 2년      | 1429년     | 기유(己酉) | 선덕 4년       |
| 3년      | 1430년     | 경술(庚戌) | 선덕 5년       |
| 4년      | 1431년     | 신해(辛亥) | 선덕 6년       |
| 5년      | 1432년     | 임자(壬子) | 선덕 7년       |
| 6년      | 1433년     | 계축(癸丑) | 선덕 8년       |

## 동시대 연호

### 중국
명(明)
- 선덕(宣德) (1426년 ~ 1435년)

### 일본
- 오에이(應永) (1394년 ~ 1428년)
- 쇼쵸(正長) (1428년 ~ 1429년)
- 에이쿄(永享) (1429년 ~ 1441년)

## 같이 보기
- 다른 왕조의 같은 연호
  - 연(燕) 순천(順天, 759년 ~ 761년)
  - 리 왕조(李朝) 투언티엔(順天, 1010년 ~ 1028년)

- 베트남의 연호